# Bruno Alberti
Pour les articles homonymes, voir Alberti.
Bruno Alberti, né le 23 mai 1934 à Cortina d'Ampezzo, dans la province de Belluno, en Vénétie, est un skieur alpin italien.

## Palmarès

### Arlberg-Kandahar
- Vainqueur de la descente 1961 à Mürren